# Paral·lel 24° nord
El paral·lel 24° nord és una línia de latitud que es troba a 24 graus nord de la línia equatorial terrestre. Travessa l'Àfrica, Àsia, l'oceà Índic, l'oceà Pacífic, Centreamèrica, el Carib i l'oceà Atlàntic.

## Geografia
En el sistema geodèsic WGS84, al nivell de 24° de latitud nord, un grau de longitud equival a 101,752 km; la longitud total del paral·lel és de 36.631 km, que és aproximadament 91,4% de la de l'equador. Es troba a una distància de 2.655 km de l'equador i a 7.347 km del pol Nord.
Igual que tots els altres paral·lels a part de l'equador,el paral·lel 24° nord no és un cercle màxim i, per tant, no és la distància més curta entre dos punts, fins i tot si són a la mateixa latitud. Per exemple, seguint el paral·lel, la distància recorreguda entre dos punts de longitud oposada és 18.315  km; després d'un cercle màxim (que passa pel Pol Nord), només és 14.694 km.

## Durada del dia
En aquesta latitud, el sol és visible durant 13 hores i 37 minut a l'estiu, i 10 hores i 39 minuts en solstici d'hivern.

## Arreu del món
Començant al meridià de Greenwich i dirigint-se cap a l'est, el paral·lel 24º passa per:
| Coordenades                               | País, territori o mar        | Notes |
| ----------------------------------------- | ---------------------------- | --- |
| 24° 0′ N, 0° 0′ E / 24.000°N,0.000°E      | Algèria                      | |
| 24° 0′ N, 11° 42′ E / 24.000°N,11.700°E   | Líbia                        | |
| 24° 0′ N, 25° 0′ E / 24.000°N,25.000°E    | Egipte                       | |
| 24° 0′ N, 35° 42′ E / 24.000°N,35.700°E   | Mar Roig                     | |
| 24° 0′ N, 38° 9′ E / 24.000°N,38.150°E    | Aràbia Saudita               | Yanbu, regió d'Al Madinah Regió de Riyadh Regió Oriental |
| 24° 0′ N, 51° 41′ E / 24.000°N,51.683°E   | Emirats Àrabs Units          | Emirat d'Abu Dhabi - per uns 13 km |
| 24° 0′ N, 51° 49′ E / 24.000°N,51.817°E   | Golf Pèrsic                  | |
| 24° 0′ N, 52° 19′ E / 24.000°N,52.317°E   | Emirats Àrabs Units          | Emirat d'Abu Dhabi |
| 24° 0′ N, 55° 35′ E / 24.000°N,55.583°E   | Oman                         | |
| 24° 0′ N, 57° 6′ E / 24.000°N,57.100°E    | Oceà Índic                   | Mar d'Aràbia |
| 24° 0′ N, 67° 24′ E / 24.000°N,67.400°E   | Pakistan                     | Sindh |
| 24° 0′ N, 68° 45′ E / 24.000°N,68.750°E   | Índia                        | Gujarat Rajasthan - per uns 12 km Gujarat - per uns 8 km Rajasthan Madhya Pradesh Rajasthan Madhya Pradesh Uttar Pradesh Chhattisgarh Jharkhand Bengala Occidental |
| 24° 0′ N, 88° 44′ E / 24.000°N,88.733°E   | Bangladesh                   | per 1 km |
| 24° 0′ N, 88° 45′ E / 24.000°N,88.750°E   | Índia                        | Bengala Occidental - per uns 2 km |
| 24° 0′ N, 88° 46′ E / 24.000°N,88.767°E   | Bangladesh                   | |
| 24° 0′ N, 91° 22′ E / 24.000°N,91.367°E   | Índia                        | Tripura Mizoram |
| 24° 0′ N, 93° 20′ E / 24.000°N,93.333°E   | Myanmar (Burma)              | per uns 14 km |
| 24° 0′ N, 93° 28′ E / 24.000°N,93.467°E   | Índia                        | Manipur - per uns 15 km |
| 24° 0′ N, 93° 37′ E / 24.000°N,93.617°E   | Myanmar (Burma)              | per uns 16 km |
| 24° 0′ N, 93° 46′ E / 24.000°N,93.767°E   | Índia                        | Manipur |
| 24° 0′ N, 94° 13′ E / 24.000°N,94.217°E   | Myanmar (Burma)              | |
| 24° 0′ N, 97° 36′ E / 24.000°N,97.600°E   | República Popular de la Xina | Yunnan, per uns 28 km |
| 24° 0′ N, 97° 53′ E / 24.000°N,97.883°E   | Myanmar (Burma)              | |
| 24° 0′ N, 98° 46′ E / 24.000°N,98.767°E   | República Popular de la Xina | Yunnan, Guangxi, Guangdong, i Fujian |
| 24° 0′ N, 117° 48′ E / 24.000°N,117.800°E | Mar de la Xina Meridional    | Estret de Taiwan |
| 24° 0′ N, 120° 21′ E / 24.000°N,120.350°E | República de la Xina         | Illa de Taiwan (reclamada per República Popular de la Xina) |
| 24° 0′ N, 121° 38′ E / 24.000°N,121.633°E | Oceà Pacífic                 | Passa just al sud de l'illa Hateruma, Japó · Passa just al sud de Minami-Iwojima, Japó · Passa just al nord de l'illa Tern, Hawaii, Estats Units                   |
| 24° 0′ N, 110° 55′ O / 24.000°N,110.917°O | Mèxic                        | Península de Baixa Califòrnia |
| 24° 0′ N, 109° 49′ O / 24.000°N,109.817°O | Golf de Califòrnia           | |
| 24° 0′ N, 107° 4′ O / 24.000°N,107.067°O  | Mèxic                        | |
| 24° 0′ N, 97° 44′ O / 24.000°N,97.733°O   | Golf de Mèxic                | |
| 24° 0′ N, 80° 21′ O / 24.000°N,80.350°O   | Bahames                      | Cay Sal Bank |
| 24° 0′ N, 79° 50′ O / 24.000°N,79.833°O   | Oceà Atlàntic                | |
| 24° 0′ N, 77° 50′ O / 24.000°N,77.833°O   | Bahames                      | Illa Andros |
| 24° 0′ N, 77° 32′ O / 24.000°N,77.533°O   | Oceà Atlàntic                | |
| 24° 0′ N, 76° 20′ O / 24.000°N,76.333°O   | Bahames                      | Exuma |
| 24° 0′ N, 76° 19′ O / 24.000°N,76.317°O   | Oceà Atlàntic                | Passa just al sud de l'illa Cat, Bahames · Passa just al nord de l'illa Conception, Bahames                                                                        |
| 24° 0′ N, 74° 32′ O / 24.000°N,74.533°O   | Bahames                      | Watling |
| 24° 0′ N, 74° 27′ O / 24.000°N,74.450°O   | Oceà Atlàntic                | |
| 24° 0′ N, 15° 40′ O / 24.000°N,15.667°O   | Sàhara Occidental            | reclamat per Marroc |
| 24° 0′ N, 12° 0′ O / 24.000°N,12.000°O    | Mauritània                   | |
| 24° 0′ N, 6° 27′ O / 24.000°N,6.450°O     | Mali                         | |
| 24° 0′ N, 3° 15′ O / 24.000°N,3.250°O     | Algèria                      | |